# Manuele Marchiani
Pour les articles homonymes, voir Marchiani.
Manuele Marchiani (né le 5 avril 1989 à Loreto) est un joueur italien de volley-ball. Il mesure 1,85 m et joue passeur.

## Clubs
| Club                              | De        | À         |
| --------------------------------- | --------- | --------- |
| Pallavolo Loreto                  | 2008-2009 | 2008-2009 |
| Pallavolo Molfetta                | 2009-2010 | 2009-2010 |
| Associazione Sportiva Volley Lube | 2010-2011 | 2010-2011 |
| Club Italia Rome                  | 2011-2012 | 2011-2012 |
| Pallavolo Loreto                  | 2012-2013 | 2012-2013 |
| Pallavolo Città di Castello       | 2013-2014 | ...       |

## Palmarès
- Challenge Cup (1)
  - Vainqueur : 2011